# Deserto di Ordos

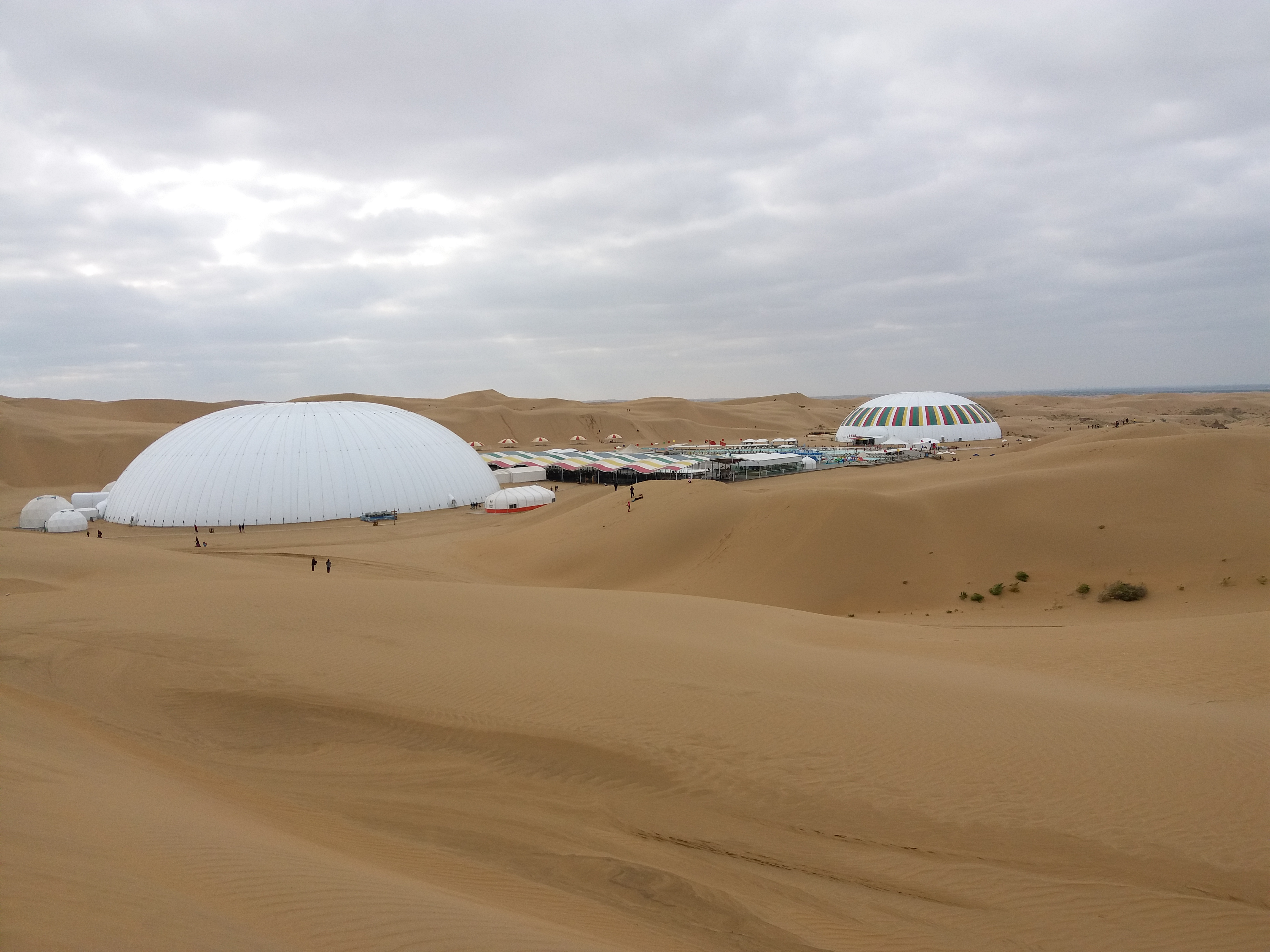
Attrazione turistica nel deserto di Ordos

Il deserto di Ordos (in cinese: 鄂爾多斯沙漠T, 鄂尔多斯沙漠S, È'ěrduōsī ShāmòP) è una regione desertica e stepposa situata sull'altopiano dell'Ordos nella parte meridionale della repubblica autonoma della Mongolia Interna, in Cina. L'Ordos è un deserto «montano»; esso è separato da quello del Tengger dallo Huang He (Fiume Giallo) e si spinge sino a una quota di 2000 m. Le dune che lo caratterizzano sono perlopiù basse (tra i 3 e i 5 m di altezza) e il paesaggio in generale appare poco inciso dall'erosione fluviale. Per la presenza di resti archeologici e di altre evidenze di antichi climi più umidi di quello attuale, gli scienziati cinesi considerano che alcuni deserti delle regioni centrali e orientali della Cina siano da mettere strettamente in relazione con la presenza e la diretta azione dell'uomo. In questo contesto il deserto di Ordos è frequentemente citato come una delle aree più desertificate della Cina. Sin dal IX sec. a.C. comunità di pastori hanno sfruttato le piane alluvionali dello Huang He e, con le loro povere attività agricole, hanno distrutto il delicato equilibrio dell'ecosistema di steppa consentendo al deserto di svilupparsi. Le rovine della capitale della dinastia Xia (2205-1766 a.C.) e altre 11 grandi città sono attualmente coperte dalle dune mobili dell'Ordos.
Oggi il deserto è formato da vaste aree sabbiose con numerosi piccoli laghi, alcuni dei quali sono salati. Circa il 50% dell'Ordos è rappresentato da paludi o da terreni agricoli coperti da vegetazione. Gli abitanti dell'Ordos, spinti dal desiderio di risanare la loro terra, hanno sviluppato un particolare metodo per stabilizzare le dune. Innanzitutto hanno piantato arbusti nel terzo inferiore del fianco sopravento delle dune. La vegetazione ha abbassato la velocità del vento alla base delle dune stesse, impedendo a gran parte della sabbia di muoversi verso la cresta della duna. L'elevata velocità del vento spiana le creste non più alimentate dalla sabbia. A questo punto sulla superficie appiattita delle dune possono essere piantati alberi. In cinque anni questo metodo può incrementare la copertura vegetale anche del 50-80%. Un'altra tecnica per bonificare il deserto utilizzata in molte aree sabbiose della Cina consiste nel costruire kulun. Si tratta di recinti che consentono di controllare il pascolo e che permettono alla terra di riprendersi dopo gli abusi subiti. Il pascolo e il bosco interni al kulun fermano il vento e migliorano la qualità del terreno. I kulun possono essere costruiti per fornire foraggio, per controllare il movimento della sabbia o per tramutare aree palustri tra le dune in terre adeguate all'agricoltura.